# Kjulenke
Il Kjulenke, Kjuelenke (in russo Кюеленке?), in alcune mappe Kjuljangke (Кюлянгке), è un fiume della Siberia orientale, affluente di sinistra della Lena. Scorre nel Žiganskij ulus della Sacha-Jacuzia.
Scorre nella parte settentrionale del bassopiano della Jacuzia centrale; nell'alto corso in direzione sud-orientale, poi gira a nord-est. Sfocia nella Lena a 620 km dalla foce attraverso il canale Kjuelenke-Tebjuljach. I maggiori affluenti sono Orto-Kjulenke (87 km) e Sjukel'džen (77 km). È gelato, mediamente, dai primi di ottobre a fine maggio - primi di giugno.